# Гергард Літтершайд
Гергард Літтершайд (нім. Gerhard Litterscheid; 10 червня 1914, Берлін — ?) — німецький офіцер-підводник, капітан-лейтенант крігсмаріне.

## Біографія
5 квітня 1935 року вступив на флот. З 1 червня 1941 по лютий 1942 року — командир підводного човна U-19, з 18 березня по 19 жовтня 1942 року — U-411, на якому здійснив 1 похід (44 дні в морі).

## Звання
- Кандидат в офіцери (5 квітня 1935)
- Морський кадет (25 вересня 1935)
- Фенріх-цур-зее (1 липня 1936)
- Оберфенріх-цур-зее (1 січня 1938)
- Лейтенант-цур-зее (1 квітня 1938)
- Оберлейтенант-цур-зее (1 жовтня 1939)
- Капітан-лейтенант (1 листопада 1942)

## Нагороди
- Медаль «За вислугу років у Вермахті» 4-го класу (4 роки)